# 乌里扬诺夫家族

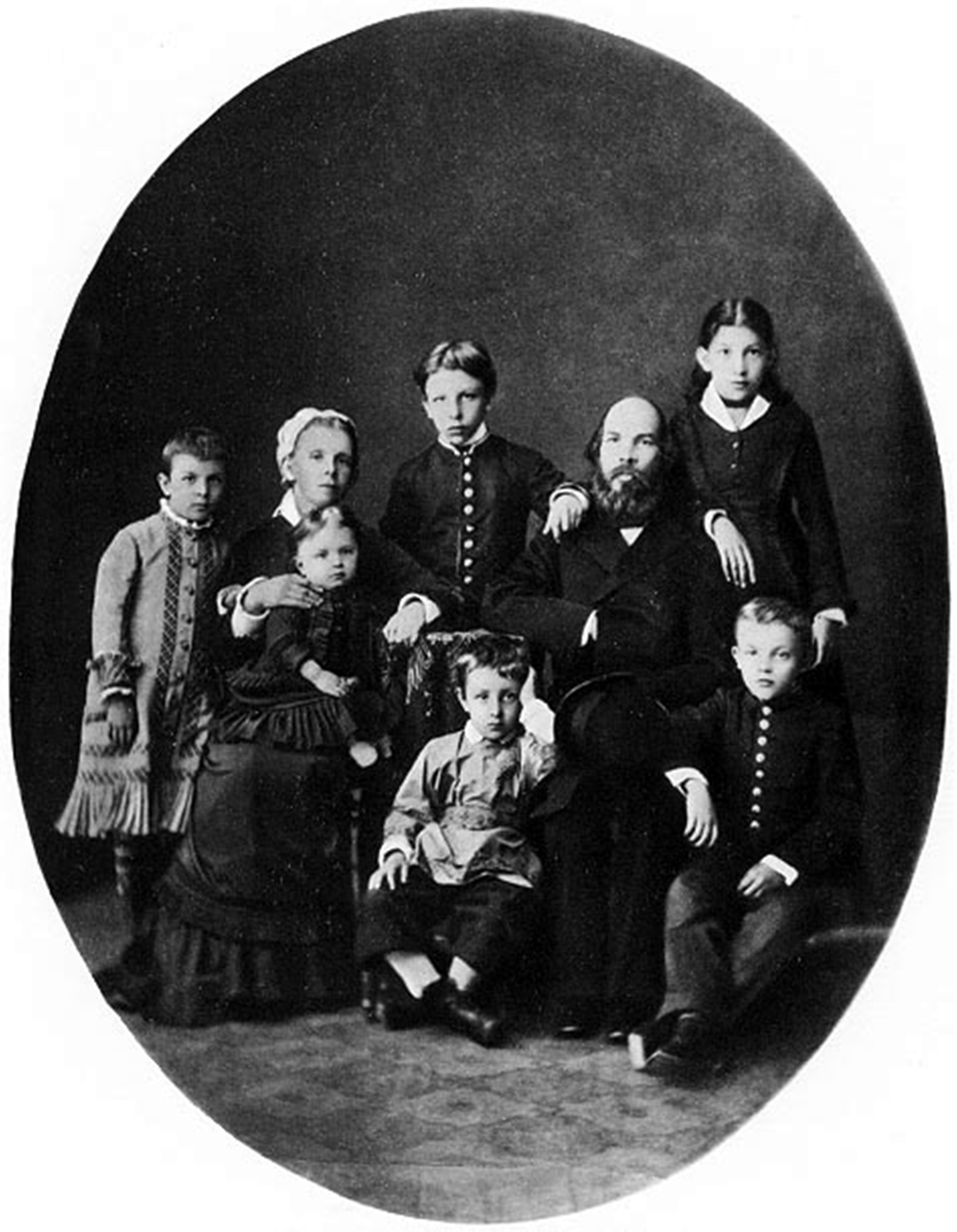
乌里扬诺夫家族（1879年，摄于辛比尔斯克）。站者（从左到右）：奥莉加（8岁）、亚历山大（13岁）、安娜（15岁）；坐者（从左至右）：玛丽亚·亚历山德罗芙娜（44岁，怀抱1岁的女儿瑪麗亞）、德米特里（5岁）、伊利亚·尼古拉耶维奇（48岁）、弗拉基米尔（9岁）。

本条目提及的乌里扬诺夫家族（俄語：Семья Ульяновых）是指苏联缔造者弗拉基米尔·乌里扬诺夫（列宁）的家族。
列宁的父亲是伊利亞·烏里揚諾夫，母亲是瑪麗亞·烏里揚諾娃，他们的祖先来自不同的社会阶层；夫妇俩生有3个儿子和3个女儿：安娜、亚历山大、弗拉基米尔、奥莉加、德米特里和瑪麗亞。

## 父系
列宁的祖父尼古拉·瓦西里耶维奇·乌里扬宁（1768年—1836年）是出身于下诺夫哥罗德省谢尔加奇县安德罗索沃村的农奴。1791年，他迁居至阿斯特拉罕，并开始从事裁缝工作。1823年，55岁的他与22岁的安娜·阿列克谢耶芙娜·斯米尔诺娃（1801—1888年）结婚（即列宁的祖母）。安娜的父亲是俄罗斯人，也有说法称他是卡尔梅克人（据玛丽埃塔·沙金扬的说法）；其母亲可能是俄罗斯人。沙金扬于1938年发表这种说法，但她的著作很快便被苏联共产党中央政治局定性批判并下令查禁。
列宁的父亲伊利亚·尼古拉耶维奇·乌里扬诺夫（1831年—1886年）出生时，尼古拉·瓦西里耶维奇已经年过六旬。尼古拉去世后，伊利亚由他的长兄瓦西里·尼古拉耶维奇·乌里扬诺夫（乌里扬宁）抚养。正是在瓦西里的帮助下，伊利亚接受足够的教育，得以考入喀山大学的物理数学系。
伊利亚·尼古拉耶维奇·乌里扬诺夫（列宁的父亲）是瓦西里·尼古拉耶维奇的弟弟。他在1854年大学毕业后，曾在奔萨和下诺夫哥罗德的中学、学院和专科学校担任数学和物理教师。自1869年起，他出任辛比尔斯克省的人民学校监察员和校长。1877年，他获得“实际文官参议官”军衔，享有世袭贵族身份的资格。因在教育工作中的杰出贡献，他曾获得圣安娜三等和二等勋章、圣弗拉基米尔三等勋章，以及圣斯坦尼斯拉夫二等和一等勋章。
1882年，伊利亚因获授圣弗拉基米尔三等勋章，依据1874年贵族法规定，其子女获得世袭贵族资格。其遗孀玛丽亚·亚历山德罗芙娜随后提出申请，辛比尔斯克省贵族代表会议于1886年6月17日（旧历）/29日（新历）通过决议，将玛丽亚以及他们的子女亚历山大、弗拉基米尔、德米特里·乌里扬诺夫、安娜、奥莉加和玛丽亚，登记于辛比尔斯克省贵族族谱簿的第三部分。同年11月6日（旧历）/18日（新历），这一决议获得最高批准。但批准文件中特别注明不适用于长女安娜，因为她作为成年人未亲自提交申请，也未向有关省长出具她未被剥夺身份权利、无犯罪记录的官方证明。

## 母系
列宁的外祖父是亚历山大·德米特里耶维奇·布兰克（约1802年—1870年7月17日）。他曾于1818年—1824年在圣彼得堡帝国医学-外科学院就读；1824年，皈依东正教，取教名“亚历山大”，并开始在斯摩棱斯克担任医生。1826年，他被派往奥洛涅茨，参与传染病防治工作，在那里停留几个月。1827年—1831年，他担任警察部门的医生。霍乱骚乱期间，他的一位兄弟因拥有德语姓氏，在圣彼得堡的中央霍乱医院值班时被暴民杀害。骚乱参与者获得赦免后，包括布兰克在内的一些医生选择辞职。
1833年春，亚历山大·德米特里耶维奇重返医疗工作，任职于圣玛利亚·抹大拉市立贫民医院，担任住院医师，直至1841年。他曾在该院为塔拉斯·谢甫琴科治疗过。同时，他还在海军医院供职。1838年7月22日，他被授予“学院评议官”军衔。自1841年起，他在彼尔姆的亚历山大医院任职，随后成为彼尔姆省尤戈夫工厂附属医院的医生。1845年—1847年，他是兹拉托乌斯特兵工厂医院的首席医师，同时担任兹拉托乌斯特矿区医院的医疗监察员。1847年11月27日，他以“文官参议官”军衔正式退休。
1830年，他与安娜·格罗斯肖普夫（1810年—1838年）结婚。安娜的父亲是德国人约翰·格罗斯肖普夫，母亲是瑞典人安娜·埃斯泰特。1838年，安娜·伊万诺芙娜去世，留下6个孩子（1子、5女）：德米特里生于1830年9月9日，安娜生于1831年8月30日，柳博芙生于1832年8月29日，叶卡捷琳娜生于1833年12月25日，玛丽亚生于1835年2月22日，索菲娅生于1836年7月24日。之后布兰克再婚，孩子们由亡妻无子的妹妹叶卡捷琳娜·伊万诺芙娜抚养。
1847年11月27日，根据喀山贵族代表会议的决议，布兰克家族被列入喀山省贵族谱的第三部分，并于1859年8月4日经帝国纹章院（赫罗尔迪亚）正式批准。在喀山省，布兰克医生购买科库什基诺村，成为一位中等地主，最终也在那里去世。